# گمینا اینووروتسواو
گمینا اینووروتسواو (به لهستانی:  Gmina Inowrocław) یک گمینا در لهستان است که در شهرستان اینوروتسواف واقع شده‌است. گمینا اینووروتسواو ۱۷۱٫۰۵ کیلومتر مربع مساحت و ۱۱٬۱۰۶ نفر جمعیت دارد.